# Hedvig Berwald
Ej att förväxla med sångerskan Hedvig Eleonora Berwald (1824–1880).
Hedvig Sofia Berwald, född Sundblad 25 augusti 1816, död 7 juli 1897, var en svensk pianist.
Hedvig Berwald var dotter till hyrkuskåldermannen Per Sundblad och var August Berwalds andra hustru. Hon invaldes som ledamot nr. 425 av Kungliga Musikaliska Akademien den 24 januari 1868. Genom en donation av en större penningsumma 1884 skapade hon Hedvig Berwalds stipendiefond, som ger stipendier till konservatorieelever och som förvaltas av Musikaliska akademien.